# Beowulf (film din 2007)
Beowulf este un film fantastic de animație american din 2007, regizat de Robert Zemeckis. Scenariul scris de Neil Gaiman și Roger Avary a fost inspirat de poemul epic omonim în engleza veche. Filmul a fost realizat printr-un proces de captură de imagini similar tehnicii folosite de Zemeckis în The Polar Express. Rolurile principale sunt interpretate de Ray Winstone, Anthony Hopkins, Robin Wright Penn, Brendan Gleeson, John Malkovich, Crispin Glover, Alison Lohman și Angelina Jolie. El a fost lansat în Marea Britanie și SUA la 16 noiembrie 2007 și a fost disponibil în formatele IMAX 3D, RealD, Dolby 3D și 2D.

## Rezumat
Acțiunea filmului are loc în anul 507 după Hristos. Beowulf (Ray Winstone) este un războinic viteaz legendar din Götaland care călătorește în Danemarca alături de trupa sa de soldați, din care face parte și cel mai bun prieten al său, Wiglaf (Brendan Gleeson), ca răspuns la apelul regelui Hrothgar (Anthony Hopkins), care are nevoie de un erou pentru a omorî un monstru pe nume Grendel (Crispin Glover), o creatură desfigurată și hidoasă asemănătoare cu un troll și cu puteri supraomenești, care atacă sala miedului a lui Hrothgar, Heorot, ori de câte ori danezii organizează acolo o serbare. După ultimul atac al lui Grendel, regele Hrothgar a fost nevoit să închidă sala. La sosire, Beowulf devine atras imediat de soția lui Hrothgar, regina Wealtheow (Robin Wright Penn), care îl place și ea.
Beowulf și oamenii lui sărbătoresc în Heorot, în scopul de a-l atrage acolo pe Grendel. Când monstrul apare, Beowulf îl atacă neînarmat și gol, dându-și seama că Grendel este imun la arme mortale și nu poartă arme asupra lui, iar armura și o sabie ar fi inutile în luptă. Urmărindu-i reacțiile în timpul luptei corp la corp, Beowulf descoperă că Grendel are un auz hipersensibil, acesta fiind motivul pentru care întrerupea serbările lui Hrothgar - zgomotul care îl făceau ei era dureros pentru el din punct de vedere fizic. Astfel, Beowulf reușește să-l rănească mortal pe Grendel, rupându-i un braț. Drept mulțumire pentru eliberarea împărăției lui de monstrul care i-a amenințat ani de zile, Hrothgar îi dă lui Beowulf Cornul Regal al Dragonului, un corn de băut din aur pe care l-a dobândit după lupta cu Fafnir, balaurul din mlaștinile nordului.
În interiorul peșterii lui, muribundul Grendel îi spune mamei sale cine l-a ucis și cum, iar ea jură răzbunare, călătorind noaptea în Heorot după serbare și ucigându-i pe oamenii lui Beowulf în timp ce ei dormeau. Hrothgar le spune lui Beowulf și Wiglaf, care dormiseră în afara sălii, că aceasta este lucrarea Mamei lui Grendel, care este ultima din neamul demonilor de apă și despre care Hrothgar gândea că părăsise de multă vreme acele tărâmuri. Beowulf și Wiglaf călătoresc până la peștera unde se afla Mama lui Grendel pentru a o ucide. Numai Beowulf intră în peșteră, unde se confruntă cu Mama lui Grendel (Angelina Jolie), care ia forma unei femei frumoase. Ea se oferă să-l facă cel mai mare rege care a trăit vreodată, dacă acesta va fi de acord să-i dea un fiu pentru a-l înlocui pe Grendel și să îi dea cornul de băut din aur. Beowulf i-l dă și se întoarce, pretinzând că a ucis-o. Hrothgar, cu toate acestea, își dă seama de adevăr. El îi spune lui Beowulf indirect că și el a fost sedus de Mama lui Grendel și că era tatăl lui Grendel. După numirea în mod neașteptat a lui Beowulf ca succesor la tron, mai mult spre disperarea consilierului regal Unferth (John Malkovich) care spera ca regele să aibă un moștenitor, Hrothgar se sinucide.
După mai mulți ani, bătrânul Beowulf este căsătorit cu Wealtheow, care refuză să-i dea un moștenitor, deoarece el s-a culcat anterior cu un demon de apă. Ca urmare, Beowulf își ia o amantă, Ursula (Alison Lohman). Într-o zi, sclavul lui Unferth, Cain (Dominic Keating), găsește cornul de băut din aur într-o mlaștină din apropierea peșterii lui Grendel și, fără să-și dea seama ce este acolo, îl aduce înapoi în regat. În acea noapte, un sat din apropiere este distrus de un dragon care îl lasă pe Unferth viu cu scopul de a aduce un mesaj regelui Beowulf (dezvăluind că dragonul este, de fapt, fiul lui Beowulf născut de mama lui Grendel). Scoaterea cornului a încălcat înțelegerea dintre Beowulf și mama lui Grendel, care l-a trimis pe fiul lor, dragonul, pentru a-i distruge regatul.
Beowulf și Wiglaf merg din nou la peșteră și Beowulf intră singur. Când Mama lui Grendel apare, Beowulf îi aruncă Cornul de Aur pentru a nu-i mai ataca teritoriile. Mama lui Grendel consideră că este prea târziu pentru orice fel de acord și astfel ea îl eliberează pe dragon din peșteră pentru a ataca Regatul lui Beowulf și a încerca să le ucidă pe Wealthow și Ursula. Beowulf face un drum lung pentru a opri monstrul, atârnat de el și în cele din urmă ucide dragonul prin scoaterea afară a inimii sale. Beowulf este rănit mortal de căderea dragonului, dar el trăiește destul de mult pentru a vedea cum dragonul se transformă în forma sa adevărată, corpul humanoid al fiului său, înainte de a dispărea în mare. Beowulf vorbește apoi cu Wiglaf și încearcă să-i spună adevărul, dar moare înainte de a putea termina. Wiglaf îi consideră cuvintele lui ca simple halucinații, deși pare clar din conversația anterioară cu Beowulf, în afara peșterii dragonului, când Wiglaf refuză să asculte mărturisirea lui Beowulf, că Wiglaf este conștient de adevăr. La scurt timp după aceea, Wiglaf, noul rege, îi face lui Beowulf o înmormântare în stil nordic și privește de pe mal cum corpul eroului este luat de mare, iar Mama lui Grendel îi dă lui Beowulf o ultimă sărutare. Acum îi este imposibil să pretindă că nu știe adevărul. În acest moment, se pare că mama lui Grendel încearcă să-l seducă. Wiglaf intră în apă, tentat în mod clar, dar arătându-și refuzul de a o urma, iar filmul se termină.

## Distribuție
Membrii distribuției din Beowulf au fost filmați pe scenă, imaginile lor fiind modificate pe ecran prin folosirea sistemului imaginilor generate pe calculator, dar omologii lor animați seamănă mult cu ei înșiși.
- Ray Winstone - Beowulf
- Crispin Glover - Grendel
- Angelina Jolie - Mama lui Grendel
- Anthony Hopkins - regele Hrothgar
- John Malkovich - Unferth
- Brendan Gleeson - Wiglaf, locotenentul lui Beowulf
- Robin Wright Penn - regina Wealtheow
- Alison Lohman - Ursula, concubina bătrânului rege Beowulf
- Costas Mandylor - Hondshew
- Sebastian Roche - Wulfgar
- Greg Ellis - Garmund
- Tyler Steelman - tânărul Cain, slavul handicapat al lui Unferth
- Dominic Keating - adultul Adult Cain
- Rik Young - Eofor
- Charlotte Salt - Estrith
- Leslie Harter Zemeckis - Yrsa

## Recepție

### Box office
Beowulf s-a clasat pe locul 1 la casele de bilete din SUA și Canada în primul week-end de la lansare, aducând încasări de 27.5 milioane $ de la 3.153 cinematografe.
Până la 27 aprilie 2008, filmul a avut încasări totale estimate pe plan intern de 82.195.215 dolari și încasări totale în străinătate de 113.954.447 dolari făcând ca încasările totale brute la nivel mondial să fie de 196.149.662 dolari.

### Recepție critică
La 1 iulie 2009, Beowulf avea un rating de 71% pe situl Rotten Tomatoes, pe baza a 183 de opinii. Filmul a obținut din partea criticilor de top un rating mediu de 6.5/10. Pe Metacritic, filmul a avut un scor mediu de 59 din 100, bazat pe 35 opinii, indicând recenzii "mixte sau medii".
Acordându-i lui Beowulf trei stele din patru, Roger Ebert a argumentat că filmul este o satiră a poemului inițial. Criticul Richard Corliss de la revista Time a descris filmul ca fiind unul cu "putere și profunzime" și sugerează că "scenele cu efecte arată mai reale, mai integrate în material vizuală (...). Totul sugerează că acest tip de filme este mai mult decât o cascadorie. Prin imaginarea trecutului îndepărtat atât de viu, Zemeckis și echipa sa dovedesc că captarea imaginii personajelor are un viitor." Corliss l-a înscris mai târziu ca al 10-lea cel mai bun film al anului 2007.

## Nuvelizare
O nuvelizare a filmului, scrisă de Caitlín R. Kiernan, a fost publicată în septembrie 2007.